# Vinilbital
Vinilbitalul este un derivat barbituric, fiind utilizat ca sedativ-hipnotic. Calea de administrare disponibilă este cea orală.